# Robert Desbats
Robert Desbats (* 9. Februar 1922 in Saint-Médard-en-Jalles; † 13. April 2007 in Mérignac) war ein französischer Radrennfahrer und nationaler Meister im Radsport.

## Sportliche Laufbahn
Desbats war im Straßenradsport aktiv. Als Amateur wurde er 1947 Zweiter der nationalen Meisterschaft im Straßenrennen hinter Jean Bidart. In der Tour de la Manche 1948 wurde er mit einem Etappensieg Dritter.
1949 holte er einen Etappensieg in der Katalonien-Rundfahrt. In der Tour de l’Ouest gewann er 1949, 1951 und 1954 Etappen. 1951 siegte er im Circuit de l’Aulne. Von 1952 bis 1960 war er Berufsfahrer. 1953 gewann er das Critérium national vor Jacques Dupont, 1954 den Grand Prix de l’Echo d’Oran, 1956 den Circuit de la Vienne. Dazu kam eine Reihe von Erfolgen in französischen Kriterien.
Die Tour de France fuhr er sechsmal. 1950 wurde er 46. der Gesamtwertung. 1948, 1949, 1951, 1953 und 1955 war er jeweils ausgeschieden.